# Tomoplagia jonasi
Tomoplagia jonasi är en tvåvingeart som först beskrevs av Lutz och Lima 1918.  Tomoplagia jonasi ingår i släktet Tomoplagia och familjen borrflugor. Inga underarter finns listade i Catalogue of Life.